# Rodalies de Catalunya
A Rodalies de Catalunya a Spanyolországban található Katalónia tartomány elővárosi vasúthálózata és vasúti szolgáltatása. A rendszer 17 vonalból áll, melyen 203 állomás található.

## Jelenlegi vasútvonalak

### Barcelona

Barcelona és környékének elővárosi vasúthálózata

| † | Felfüggesztett vonal |

| Line    | Line | Útvonala hétköznapokon | Állomások száma | Hossz    | Átlagos munkanapi utasszám | Éves utasszám      | Menetrend       |
| ------- | ---- | --- | --------------- | -------- | -------------------------- | ------------------ | --------------- |
| R1      |      | Molins de Rei – 30′ – L'Hospitalet de Llobregat – 6′/10′ – Mataró/Arenys de Mar – 10′/30′ – Calella – 15′/30′ – Blanes – 60′ – Maçanet-Massanes     | 31              | 95,1 km  | 102 214 (2008)             | 39,6 millió (2008) | [ halott link ] |
| R2      |      | Castelldefels – ≈10′/30′ – Granollers Centre | 14              | 133 km   | 125,948 (2008)             | 35,3 millió (2008) | [ halott link ] |
| R2 Nord |      | Barcelona–El Prat Airport – 30′ – Sant Celoni/Maçanet-Massanes                                                                                      | 21              | 133 km   | 125,948 (2008)             | 35,3 millió (2008) | [ halott link ] |
| R2 Sud  |      | Sant Vicenç de Calders – ≈15'/30' – Vilanova i la Geltrú – ≈10'/15' – Barcelona Estació de França                                                   | 17              | 133 km   | 125,948 (2008)             | 35,3 millió (2008) | [ halott link ] |
| R3      |      | L'Hospitalet de Llobregat – ≈20′/30′ – Granollers-Canovelles/La Garriga – ≈30′ – Vic – Ripoll/Ribes de Freser – Puigcerdà/Latour-de-Carol-Enveitg   | 35              | 161,4 km | 22 841 (2008)              | 6,6 millió (2008)  | [ halott link ] |
| R4      |      | Sant Vicenç de Calders – 30′/60′ – Vilafranca del Penedès – 15′/30′ – Martorell/L'Hospitalet de Llobregat – ≈8′/15′ – Terrassa – ≈15′/30′ – Manresa | 40              | 143 km   | 105 935 (2008)             | 29,4 millió (2008) | [ halott link ] |
| R7      |      | (Martorell –) Barcelona Sant Andreu Arenal – 30′ – Cerdanyola Universitat                                                                           | 7               | 13,5 km  | 8 140 (2010)               | 1,9 millió (2010)  | [ halott link ] |
| R8      |      | Martorell – 60′ – Cerdanyola Universitat – 60′ – Granollers Centre                                                                                  | 8               | 40 km    | ?                          | ?                  | [ halott link ] |
| R10†    |      | Barcelona–El Prat Airport – 30′ – Barcelona Estació de França                                                                                       | 6               | 22 km    | —                          | —                  | —               |

### Camp de Tarragona elővárosi vasútvonalak

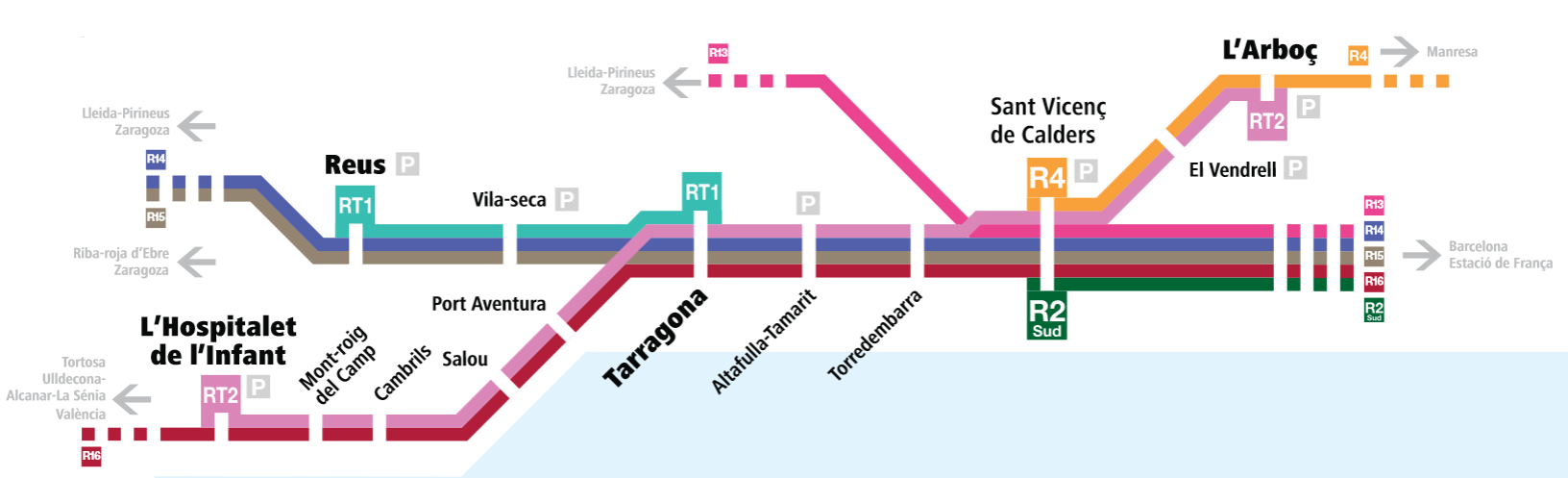
Camp de Tarragona elővárosi vasúthálózata

| Vonal | Vonal | Útvonal                                                                 | Napi vonatszám   | Állomások száma | Hossz   | Menetrend       |
| ----- | ----- | ----------------------------------------------------------------------- | ---------------- | --------------- | ------- | --------------- |
| RT1   |       | Reus – Tarragona                                                        | 18 vonat naponta | 3               | 18,1 km | [ halott link ] |
| RT2   |       | L'Hospitalet de l'Infant – Tarragona – Sant Vicenç de Calders – L'Arboç | 10 vonat naponta | 11              | 69,1 km | [ halott link ] |

### Girona elővárosi vasútvonalak

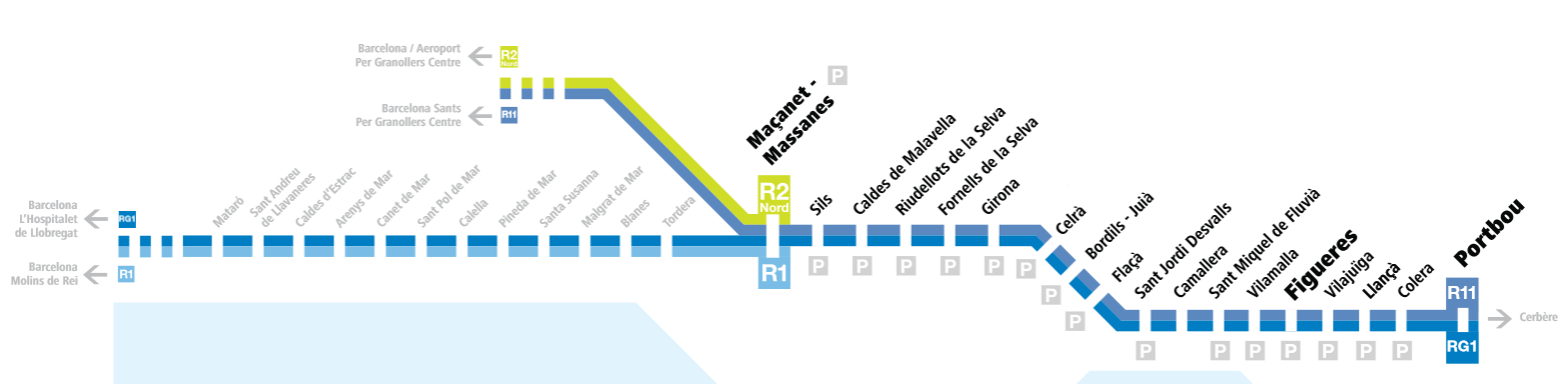
Girona elővárosi vasúthálózata 2014 június 20-tól

| Vonal | Vonal | Útvonal                                                          | Átlagos napi járatszám | Állomások száma | Hossz    | Menetrend       |
| ----- | ----- | ---------------------------------------------------------------- | ---------------------- | --------------- | -------- | --------------- |
| RG1   |       | L'Hospitalet de Llobregat – Mataró – Girona – Figueres – Portbou | 16 vonat naponta       | 40              | 181,2 km | [ halott link ] |

### Regionális vonatok
| Vonal | Vonal | Útvonal | Átlagos munkanapi vonatszám | Szolgáltatás típusa | Állomások száma | Hossz  | Previous name | Menetrend       |
| ----- | ----- | --- | --------------------------- | ------------------- | --------------- | ------ | ------------- | --------------- |
| R11   |       | Barcelona Sants – Granollers Centre – Girona – Figueres – Portbou/Cerbère                                                                 | 46 vonat naponta            | MD, R               | 28              | 170 km | Ca2           | [ halott link ] |
| R12   |       | L'Hospitalet de Llobregat – Terrassa – Manresa – Cervera – Lleida Pirineus                                                                | 6 vonat naponta             | R                   | 39              | 190 km | Ca4b          | [ halott link ] |
| R13   |       | Barcelona Estació de França – Vilanova i la Geltrú – Valls – Montblanc – Lleida Pirineus                                                  | 4 vonat naponta             | R, RE               | 30              | 176 km | Ca4a          | [ halott link ] |
| R14   |       | Barcelona Estació de França – Vilanova i la Geltrú – Tarragona – Reus – Montblanc – Lleida Pirineus                                       | 5 vonat naponta             | R, RE               | 31              | 204 km | Ca4a          | [ halott link ] |
| R15   |       | Barcelona Estació de França – Vilanova i la Geltrú – Tarragona – Reus – Móra la Nova – Riba-roja d’Ebre (– Caspe)                         | 25 vonat naponta            | R, RE               | 23              | 190 km | Ca3           | [ halott link ] |
| R16   |       | Barcelona Estació de França – Vilanova i la Geltrú – Tarragona – Tortosa/Ulldecona-Alcanar-La Sénia (– Vinaròs/Valencia Estació del Nord) | 17 vonat naponta            | R, RE               | 19              | 211 km | Ca1           | [ halott link ] |